# Acetilserotonina O-metiltransferasi
La acetilserotonina O-metiltransferasi è un enzima appartenente alla classe delle transferasi, che catalizza la seguente reazione:
S-adenosil-L-metionina + N-acetilserotonina ⇄ S-adenosil-L-omocisteina + melatonina
Anche altri idrossiindolo possono agire da accettori, ma più lentamente.